# Японский миротворческий контингент в Камбодже
Японский миротворческий контингент в Камбодже — подразделение вооружённых сил Японии, участвовавшее в миссии ООН в Камбодже (UNTAC) в составе миротворческих сил ООН.
Первая миссия японских военнослужащих за пределами страны после окончания второй мировой войны.

## История
В сентябре 1983 года Япония направила в ООН документ с предложением о более активном участии страны в действиях сил ООН по поддержанию мира. В этом документе, подготовленном группой специалистов по поручению министерства иностранных дел Японии, указывалось, что Япония как член ООН обязана помогать ООН в выполнении задач по сохранению мира и готова принять участие в тыловом обеспечении, полицейских и патрульных операциях. До этого времени Япония оказывала лишь финансовую поддержку силам ООН, поскольку по действовавшему законодательству и конституции страны "силы самообороны" было запрещено посылать за пределы страны.
В январе 1992 года генеральный секретарь ООН Бутрос-Гали назначил японского дипломата Ясуси Акаси ответственным за организацию миссии ООН в Камбодже.
26 июня 1992 года правительство Японии выделило 75 млн. долларов США на финансирование деятельности UNTAC, в дальнейшем из сотрудников управления национальной обороны Японии и министерства иностранных дел Японии был создан штаб содействия операциям ООН по поддержанию мира, который возглавил премьер-министр Японии Киити Миядзава.
12 августа 1992 года было официально объявлено о намерении отправить в Камбоджу японский контингент общей численностью около 730 человек (8 военных наблюдателей, 600 военнослужащих инженерного батальона, 75 полицейских и 50 гражданских лиц).
Первые военнослужащие японского контингента прибыли в страну 20 сентября 1992 года, они были размещены в провинции Такео и в основном действовали в южной части страны.
В 45 милях к югу от Пномпеня был построен лагерь «Camp Takeo», который стал базой для японского контингента UNTAC. После завершения строительства базы, основными функциями японских военнослужащих за время пребывания в стране являлись дорожно-строительные и ремонтно-восстановительные работы (за время пребывания в стране японский инженерный батальон отремонтировал дороги № 2 и № 3, а также находившиеся на них мосты).
20 марта 1993 года во время приземления в городе Сиемреап разбился транспортный вертолёт Ми-17. В результате аварии 19 из находившихся на борту 23 человек были травмированы, шесть из них были госпитализированы. Одним из наиболее тяжело пострадавших являлся сотрудник японского контингента UNTAC Junko Mitani, которого после столкновения вертолёта с землёй выбросило наружу (он получил серьёзные травмы позвоночника и был эвакуирован в Пномпень).
8 апреля 1993 года в провинции Кампонгтхом неустановленными лицами были застрелены японский сотрудник UNTAC Atsuhito Nakata и его переводчик (камбоджиец Lay Sok Phiep).
В конце апреля 1993 года правительство Японии утвердило решение о расширении участия в миротворческой деятельности ООН - и отправке подразделения японских военнослужащих в Мозамбик (при этом, отстаивая правильность этого решения на парламентских слушаниях, правительство апеллировало к успешному опыту миссии в Камбодже).
4 мая 1993 года в районе Ампила провинции Бантеймеантьей «красными кхмерами» была атакована колонна из шести автомашин UNTAC, по которой выстрелили из противотанкового гранатомёта, а затем открыли огонь из стрелкового оружия. В перестрелке с нападавшими погиб японский полицейский Haruyuki Takata, ещё два японских полицейских и пять голландских морских пехотинцев были ранены. После этого несколько других японских полицейских самовольно покинули место службы в сельских полицейских участках и вернулись в Пномпень, сообщив, что хотят прекратить участие миссии ООН и вернуться в Японию. Четверо из них на автомашине UNTAC пересекли границу с Таиландом и прибыли в японское посольство в Бангкоке. Эти события вызвали общественный резонанс в Японии (в ходе расследования обстоятельств этого происшествия было установлено, что убитый и раненые японские полицейские не были обеспечены бронежилетами), в средствах массовой информации и правительстве началось обсуждение вопроса о возможности выхода Японии из операции ООН в Камбодже.
В июле 1993 года японское правительство начало сокращение численности контингента UNTAC.
12 сентября 1993 года база «Camp Takeo» (14 казарм и другие строения и сооружения) и оставшееся на ней имущество японского контингента UNTAC (мебель, инструменты, медикаменты, продовольствие и др.) общей стоимостью свыше 11 млн долларов США были подарены правительством Японии правительству Камбоджи. После этого, в сентябре 1993 года японский контингент покинул Камбоджу.

## Общая численность и организационная структура
Руководство деятельностью японского миротворческого контингента в Камбодже осуществлял штаб содействия операциям ООН по поддержанию мира.
В состав японского контингента UNTAC входили:
- наблюдатели за соблюдением режима прекращения огня, действовавшие совместно с военнослужащими сил ООН. Первые восемь военнослужащих находились в стране в период с сентября 1992 года до марта 1993 года, вторая группа наблюдателей в составе 8 военнослужащих находилась в стране с марта по сентябрь 1993 года[2];
- инженерный батальон численностью 600 военнослужащих сухопутных сил самообороны Японии, выполнявший строительные и ремонтно-восстановительные работы, а также перевозку, складирование и охрану грузов ООН. Первые 600 военнослужащих находились в стране в период с сентября 1992 года до апреля 1993 года, следующие 600 военнослужащих находились в стране с марта по сентябрь 1993 года[2];
- полицейский контингент — 75 сотрудников японской полиции, находившиеся в стране в период с октября 1992 года до июля 1993 года, они находились при полицейских управлениях и занимались обучением местной полиции[2];
- гражданский персонал — 41 человек (18 гражданских государственных служащих и 23 добровольца), находившиеся в стране с 23 до 28 мая 1993 года и присутствовавшие на проходивших в стране выборах в качестве наблюдателей[2].

В распоряжении японского контингента имелось около 300 единиц техники: командно-штабные машины «тип 82», джипы, грузовики, бульдозеры (в том числе, бронированные бульдозеры «тип 75»), подъёмные краны и другая строительная техника. Для доставки грузов из Японии в Камбоджу использовались транспортные самолёты С-130 воздушных сил самообороны Японии.
Общая численность участников операции в Камбодже составила 1332 человек, потери — 2 человека погибшими и не менее 3 человек ранеными и травмированными.

## Последующие события
11 декабря 2014 года правительство Японии выделило 500 тыс. долларов США японской организации «Japan Mine Action Service» на осуществление мероприятий по разминированию территории Камбоджи вместе с местными специалистами по разминированию. В сентябре 2016 года — выделило на продолжение этих работ ещё 833 332 доллара США. В феврале 2018 года правительство Японии выделило на продолжение этих работ ещё более 300 тыс. долларов.